# Bassia arabica
Bassia arabica là loài thực vật có hoa thuộc họ Dền. Loài này được (Boiss.) Maire & Weiller mô tả khoa học đầu tiên năm 1962.